# Farstaviken

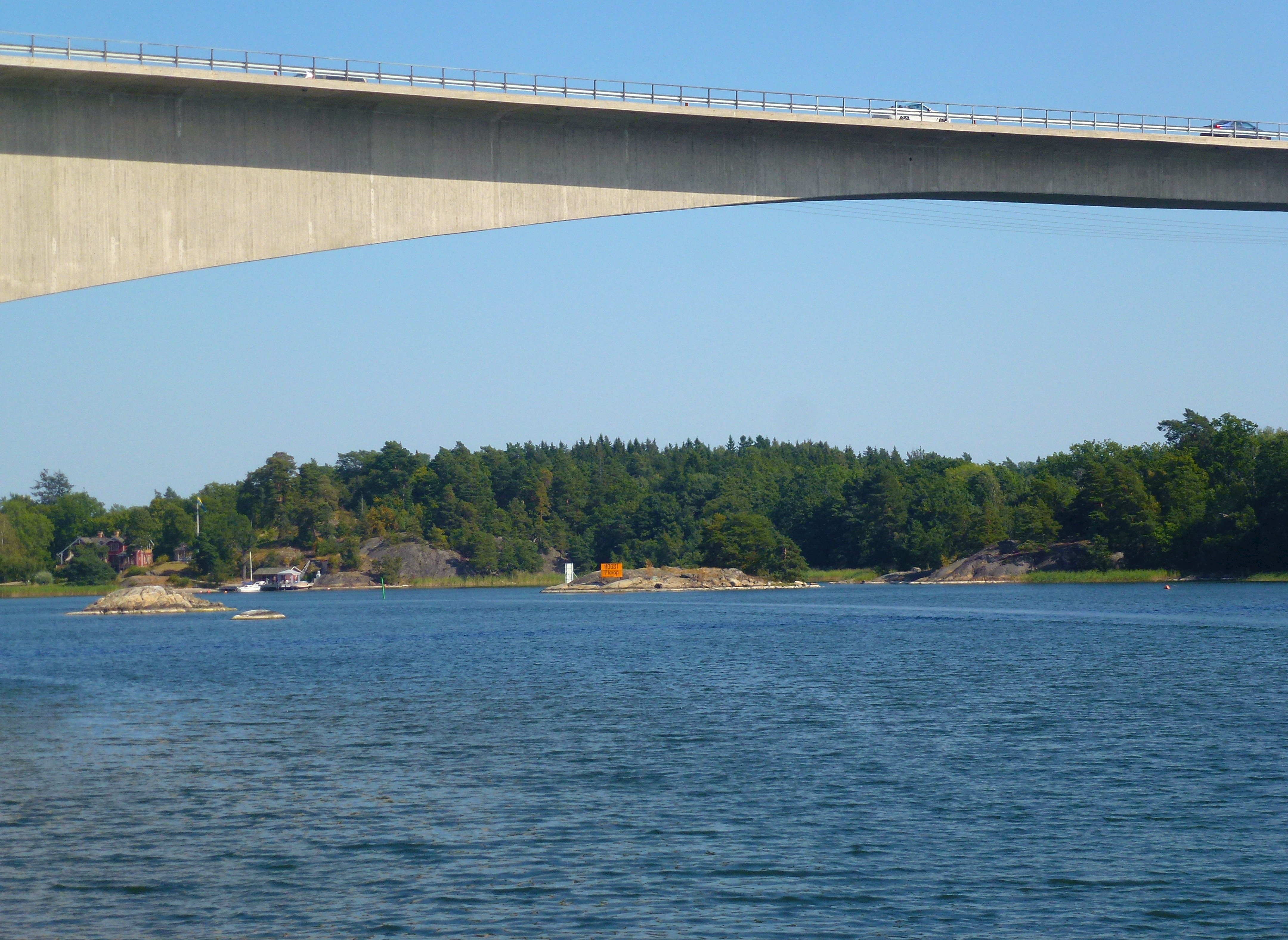
Farstaviken under Farstabron, 2015.

Farstaviken är en havsvik i Stockholms inre skärgård som sträcker sig från Baggensfjärden in mot Gustavsberg i Värmdö kommun.

## Historik

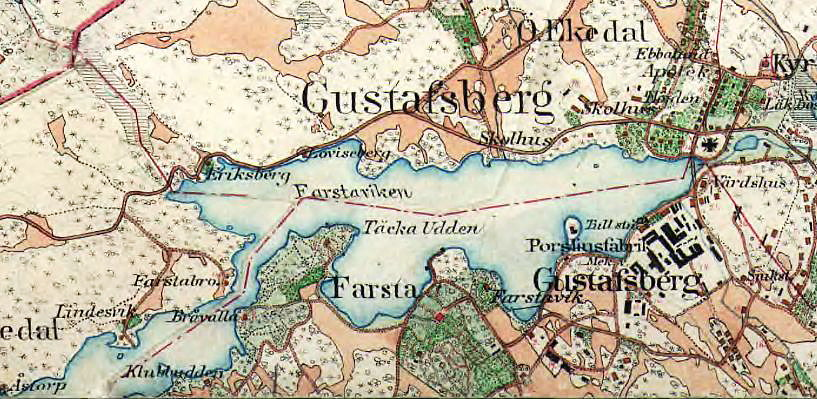
Inre delen av Fartsaviken med Gustavsberg omkring sekelskiftet 1900.

Tillsammans med Ösbyträsk utgjorde Farstaviken under vikingatiden ett smalt sund mellan Baggensfjärden och Torsbyfjärden. Genom landhöjningen bröts denna kontakt och idag ligger Gustavsbergs centrum i sundets gamla dalsänka. Gravfält från järnåldern vittnar om att sundets stränder var bebodda redan under forntiden, bland dem  gårdarna Ösby och Farsta, där den senare gav viken sitt namn. Under medeltiden fanns två skattegårdar i Farsta by, samt en Östra och Västra Ekedal samt Gottholmä. År 1618 hade Farsta godset 11 tunnland åkermark som var mycket för att ligga i Stockholms skärgård.

## Viken och bron

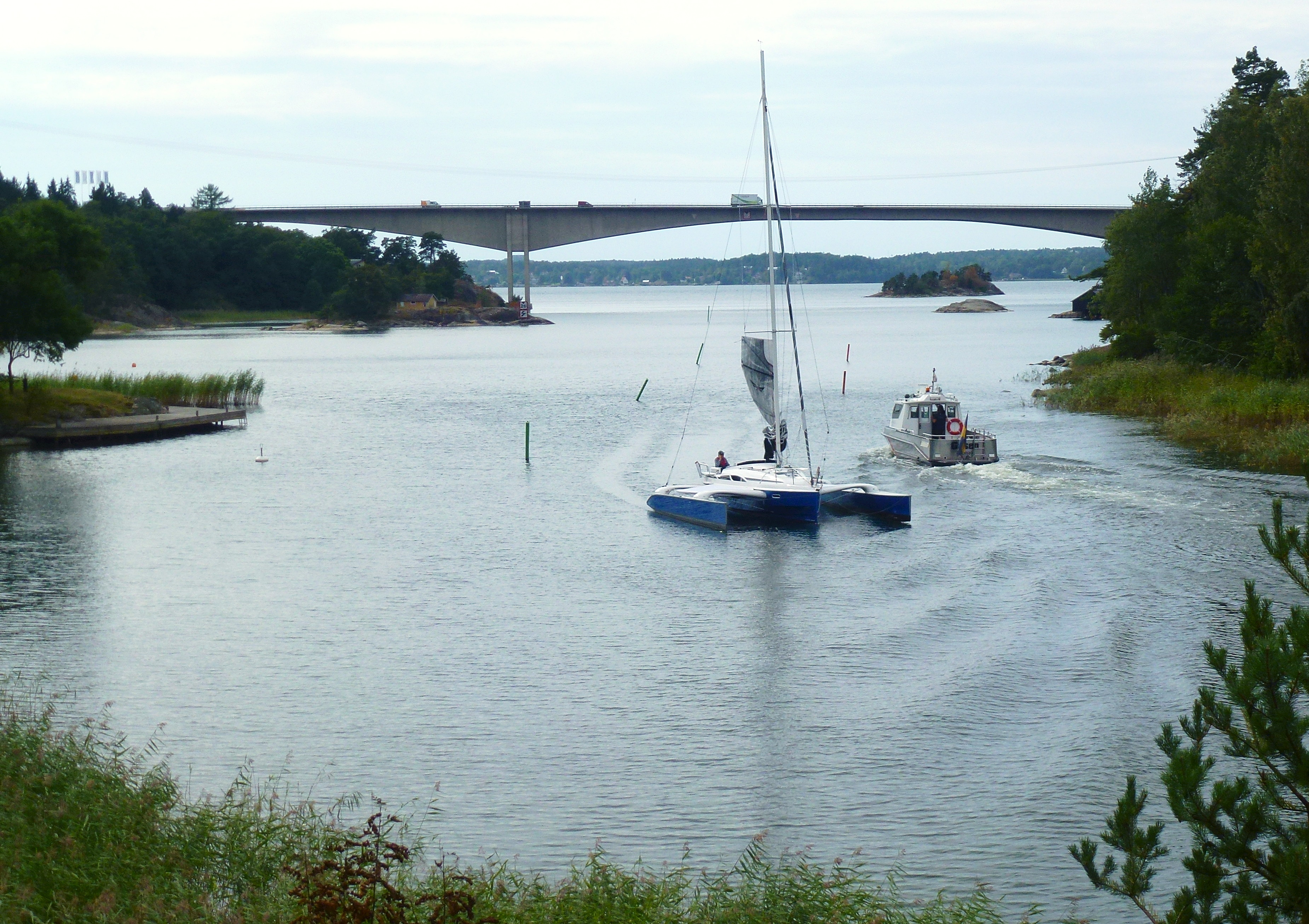
Farstaviken vid Farstabrohål.

Farstaviken är cirka tre kilometer lång. Det smalaste stället med drygt 50 meter finns mellan Villa Bråvalla och torpet Farstabro, här ligger Farstabrohål och här fanns en gång en flottbro. Djupet varierar mellan 5,3 meter (vid Farstabrohål) och 20 meter (vid Baggensfjärden).
År 1985 invigdes Farstabron som var den första fasta broförbindelsen över Farstaviken. Innan dess fick man ta Värmdövägen genom Gustavsberg. Fram till 1860-talet existerade även en flottbro som passerade viken vid torpet Farstabro. Här låg även en krog. Sedan Gustavsbergs porslinsfabrik anlades på 1820-talet längst in i viken, blev Farstaviken en viktig sjöfartsled.

## Intressanta byggnader och omgivningar vid Farstaviken
- Farsta slott, fick sin nuvarande utformning år 1894 av arkitekt Axel Lindegren.
- Villa Bråvalla, ritades 1869 av Johan Erik Söderlund och räknas som en av Sveriges första villor i fornnordisk arkitekturstil.
- Villa Farsta udde, ritades 1910 av Ferdinand Boberg.
- Villa Strandvik, 1911 tillskrivs Ferdinand Boberg.
- Täcka udden, villa och udde vid Farstavikens södra strand.